# Tour de Tarentaise
Le Tour de Tarentaise est une course cycliste française disputée au mois de juillet dans la vallée de la Tarentaise, en Savoie. Cette compétition est organisée par l'agence événementielle Blackowl, avec l'aide du Guidon d’or La Léchère.

## Histoire
La première édition voit le jour en 2014. Inscrite au calendrier des épreuves "toutes catégories", elle se dispute du 21 au 24 août sur cinq étapes : quatre épreuves en ligne et un contre-la-montre par équipes. Elle voit la victoire du junior colombien Daniel Martínez, alors pensionnaire du Centre mondial du cyclisme, devant Sébastien Fournet-Fayard (Pro Immo Nicolas Roux) et Adrien Bonnefoy (Bourg-en-Bresse Ain). 
Après deux ans d'interruption, la course refait son apparition en  2017. Elle est programmée du 6 au 8 juillet, uniquement pour les coureurs de première et deuxième catégories, et comprend un prologue organisé en nocturne suivi de deux étapes en ligne. 
En 2019, la course est rétrogradée à un niveau inférieur pour les cyclistes affiliés à la FSGT. L'édition 2020 est annulée en raison de la pandémie de Covid-19.

## Palmarès
| Année     | Vainqueur        | Deuxième                 | Troisième          |
| --------- | ---------------- | ------------------------ | ------------------ |
| 2014      | Daniel Martínez  | Sébastien Fournet-Fayard | Adrien Bonnefoy    |
| 2015-2016 | non organisé     | non organisé             | non organisé       |
| 2017      | Matteo Badilatti | Adrien Guillonnet        | Victor Lafay       |
| 2018      | Jaakko Hänninen  | Adrien Guillonnet        | Rémy Rochas        |
| 2019      | Yoann Sert       | Anthony Laubal           | Johann De Oliveira |
| 2020      | annulé           | annulé                   | annulé             |